# Mengeš
Mengeš (németül: Mannsburg) város Szlovéniában, pontosabban Közép-Szlovénia régióban, az azonos nevű község székhelye. Lakossága 2016-ban 6399 fő volt. Mindössze 15 km-re található a szlovén fővárostól, Ljubljanától.

## Nevének eredete
Mengešt írásos források először 1154 és 1156 között említették, mint Meingosburg. 1214 és 1220 között Mengospurch, 1226-ban Mengozesburc és 1243-ban Meingospurch néven említették. A jelenlegi szlovén név az eredeti középfelnémet elnevezésből származik, ami a Meingoz (személynév) és a purch (vár) szókból tevődik össze, aminek a jelentése: Meingoz vára. Az Osztrák-Magyar Monarchia idején, illetve most is a német neve Mannsburg.

## Fordítás
- Ez a szócikk részben vagy egészben  a   Mengeš című angol Wikipédia-szócikk ezen változatának fordításán alapul.  Az eredeti cikk szerkesztőit annak laptörténete sorolja fel. Ez a jelzés csupán a megfogalmazás eredetét és a szerzői jogokat jelzi, nem szolgál a cikkben szereplő információk forrásmegjelöléseként.
- Ez a szócikk részben vagy egészben  a   Mengeš című szlovén Wikipédia-szócikk ezen változatának fordításán alapul.  Az eredeti cikk szerkesztőit annak laptörténete sorolja fel. Ez a jelzés csupán a megfogalmazás eredetét és a szerzői jogokat jelzi, nem szolgál a cikkben szereplő információk forrásmegjelöléseként.